# Kościół ewangelicko-augsburski w Sorkwitach

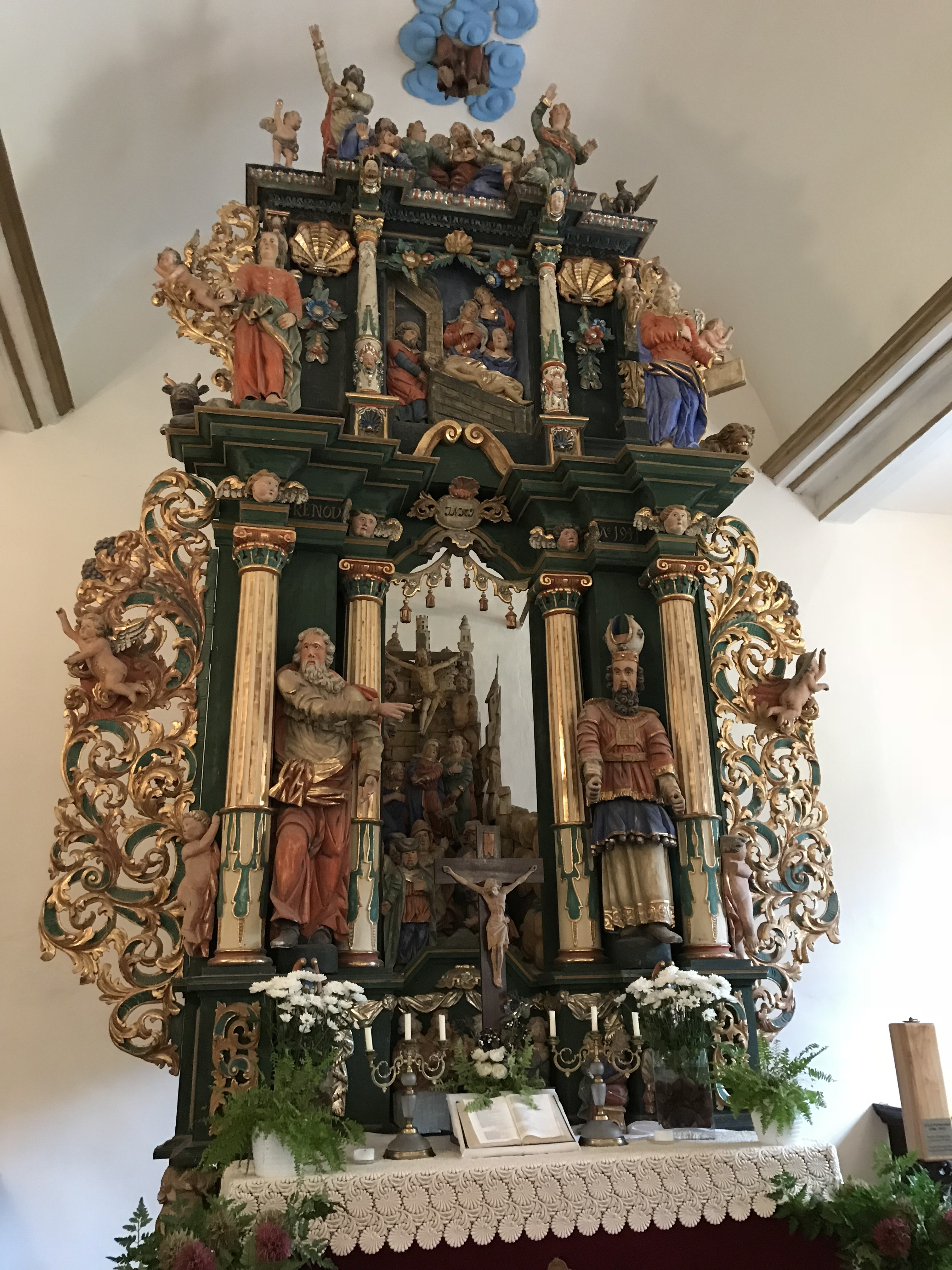
Ołtarz

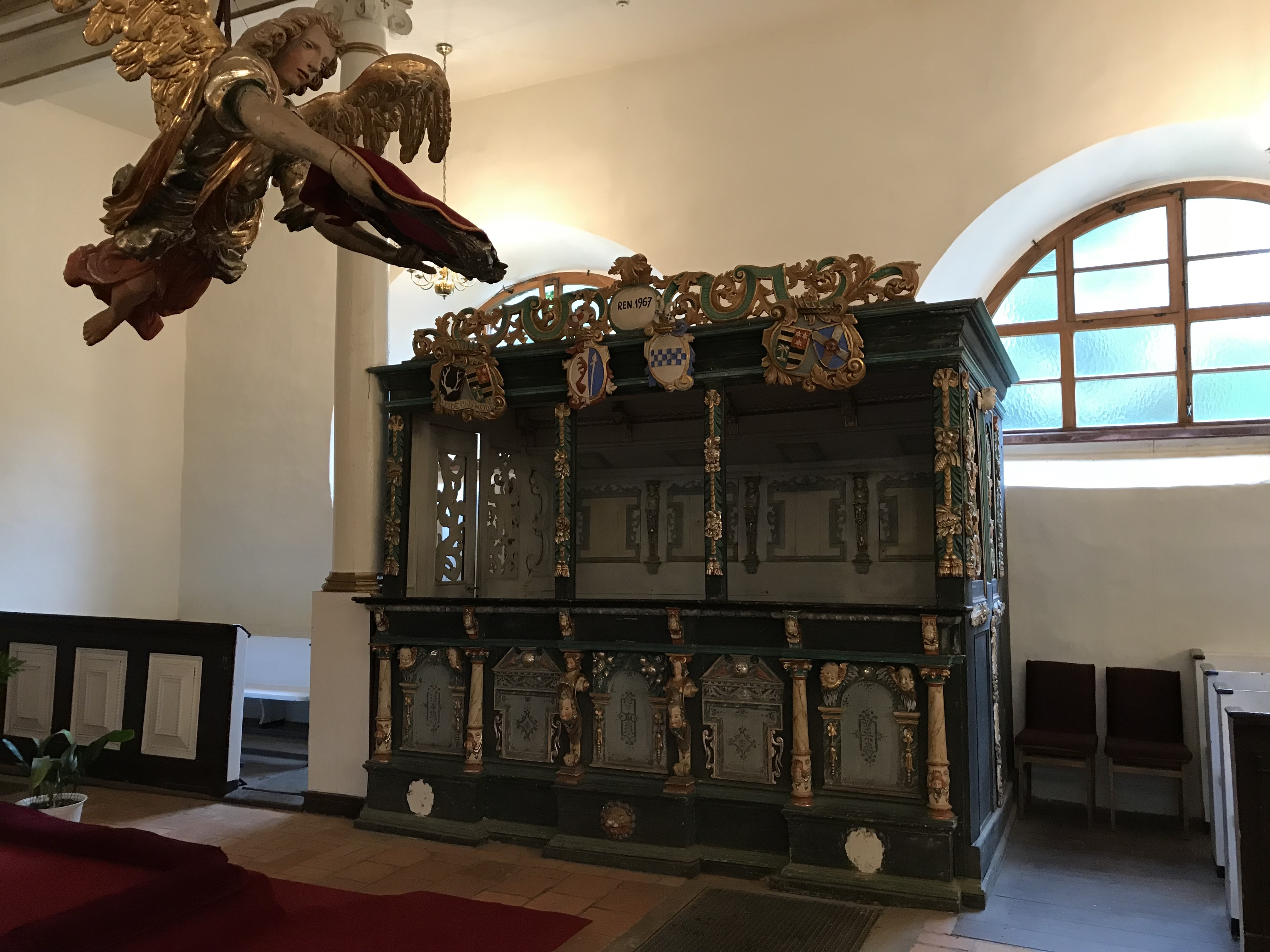
Loża patronacka i anioł chrzcielny

Kościół ewangelicko-augsburski w Sorkwitach – kościół ewangelicki położony nad jeziorem Gielądzkim w miejscowości Sorkwity, w województwie warmińsko-mazurskim. Jest główną świątynią parafii Ewangelicko-Augsburskiej w Sorkwitach. Należy do diecezji mazurskiej Kościoła Ewangelicko-Augsburskiego w RP.

## Historia
Pierwsze informacje na temat kościoła w Sorkwitach pochodzą z 1470. Początkowo był to budynek z muru pruskiego, kryty słomą. Patronat nad kościołem sprawowali właściciele istniejących tu dóbr rycerskich, do których należała m.in. rodzina von Schlieben. Kościół ten został rozebrany na przełomie XVI i XVII wieku, a na jego miejscu wybudowano nową świątynię w stylu barokowym, zachowującą jednak częściowo charakter architektury gotyckiej.
Inicjatywa powstania obecnego budynku kościoła wiąże się z Dietrichem von Schliebenem, a prace prowadzone były w czterech etapach. W latach 1593–1607 nastąpiła budowa wschodniej części nawy, razem z zakrystią. Rozbudowy dokonano w latach 1698-1699 z inicjatywy Zygmunta von Egloffsteina, kolejnego właściciela dóbr sorkwickich. Wieża została dostawiona w latach 1701-1712, a ostatni etap budowy obejmował okres 1750-1777, kiedy to ujednolicono wygląd okien położonych w nawie.

## Architektura
Kościół jest budynkiem orientowanym, powstałym z kamienia polnego oraz cegły. Fasadę otynkowano, z wyjątkiem wieży. Bryła świątyni jest jednorodna, zaprojektowana w układzie salowym na planie prostokąta. Wnętrze zostało przykryte sklepieniem kolebkowym pozornym, które podpierają kolumny jońskie. W zakrystii zastosowano sklepienie krzyżowe.
Wieża rozmieszczona została po zachodniej stronie budowli, zakrystię umieszczono w części północnej, a kruchtę wejściową - w południowej. Korpus kościoła podparty został przez skarpy w narożnikach i nakryto go dwuspadowym dachem, natomiast wieżę – dachem namiotowym. Pokrycie dachów wykonano z ceramicznych dachówek.
Elewacje budynku są gładkie, w ścianach znajdują się okna o półpełnym łuku. Na wieży umieszczone zostały tynkowane pasy gzymsów oraz blendy w rzędach.
Portal znajdujący się na wieży ma charakter uskokowy, zamyka go łuk odcinkowy. Na południowej ścianie wieży znajduje się ułożona z zendrówki data "1711", natomiast na jej szczycie - chorągiewka z datą "1777".

## Wyposażenie wewnętrzne
Ołtarz w stylu manierystycznym wykonany został z drewna przez Krzysztofa Bilicha oraz Martina Lange w 1623. Jego górna część powstała w późniejszym czasie, jest dziełem Izaaka Riga z Królewca z 1701. W górnej części gzymsu znajduje się data "1642". Na ołtarzu ukazana została w części centralnej scena Golgoty, w której umieszczono również postacie i miejsca związane z Sorkwitami – wizerunki rolników i rybaków, a także pałac położony we wsi. Figury przedstawiające Mojżesza i Aarona zostały rozmieszczone po bokach. Nastawa ołtarzowa zawiera płaskorzeźbę z ukazaniem złożenia Jezusa do grobu, znajdującą się pomiędzy wizerunkami ewangelistów Marka i Łukasza. Zwieńczeniem ołtarza jest wyobrażenie Wniebowstąpienia Pańskiego, znajdują się tam figury ewangelistów Mateusza i Jana, a z obłoku na obłoku wystają nogi Jezusa.
Anioł chrzcielny został wykonany Izaaka Riga w 1701 i pozłocony przez Johana Bocka.
Rig jest również autorem drewnianej, barokowej ambony z 1694, ufundowanej w 1701 przez Georga Dietricha von der Groeben. Na jej drzwiach umieszczona została płaskorzeźba przedstawiająca wizerunek Jana Chrzciciela, a po jego lewej stronie – Piotra Apostoła. Na przedpiersiu znajdują się rzeźby Jezusa oraz ewangelistów. Całość jest podtrzymywana przez anioła
Autorem krucyfiksu jest Jan Riedl, który wykonał go w 1708. Krucyfiks częściowo zniszczono w 1945.
Późnorenesansowa loża patronacka powstała około 1615, natomiast jej barokowe boki oraz zwieńczenia pochodzą z 1715. Na loży wykonano przedstawienia herbów rodowych von Mirbach, von Paleske, von der Groeben, von Schlieben oraz von Oppen.
Konfesjonał pochodzi z 1702, jego autorem jest Jan Schwarz z Grunwalde. Kolumny jońskie zostały dostawione w 1715. U góry konfesjonału znajduje się wizerunek Baranka Bożego, symbolizującego ofiarę.
Organy wybudowano w 1875.

## Otoczenie kościoła
W pobliżu kościoła postawiono kamień upamiętniający Jana Fryderyka Goerke, lekarza urodzonego w 1750 w Sorkwitach, twórcę służby zdrowia w armii Królestwa Prus.
Obok świątyni znajduje się również zniszczona figura rodziny von Mirbach, właścicieli majątku w Sorkwitach, a także obelisk upamiętniający księdza Hansa Mohna.